# Ulrich Mühe
Friedrich Hans Ulrich Mühe (Grimma, 20 giugno 1953 – Walbeck, 22 luglio 2007) è stato un attore tedesco, noto al grande pubblico principalmente per la sua interpretazione del capitano Gerd Wiesler nel film Le vite degli altri, Premio Oscar nel 2007 per miglior film straniero. Questo ruolo gli valse il premio come miglior attore protagonista al più importante premio cinematografico tedesco, il Deutscher Filmpreis, e agli European Film Awards.
Curiosamente, gli eventi della sua vita rispecchiarono sotto alcuni aspetti la trama del film: Mühe scoprì, in un fascicolo su di lui negli archivi della Stasi, di essere stato messo sotto controllo da parte della seconda moglie, Jenny Gröllmann. Lei però negò tutto e, dopo un'agguerrita battaglia legale, riuscì a ottenere che lui non pubblicasse queste sue affermazioni in un libro.
Dopo aver lasciato la scuola, Mühe fu impiegato dapprima come muratore e in seguito come guardia al muro di Berlino. Successivamente si dedicò alla recitazione e, dalla fine degli anni settanta fino agli anni ottanta, comparve in numerose rappresentazioni teatrali, divenendo uno degli attori di punta del Deutsches Theater di Berlino Est. Dopo la riunificazione, continuò ad apparire in numerosi film, programmi TV e produzioni teatrali. In Germania acquisì notorietà per l'interpretazione del dottor Robert Kolmaar nella serie TV Der letzte Zeuge (L'ultimo testimone).

## Biografia

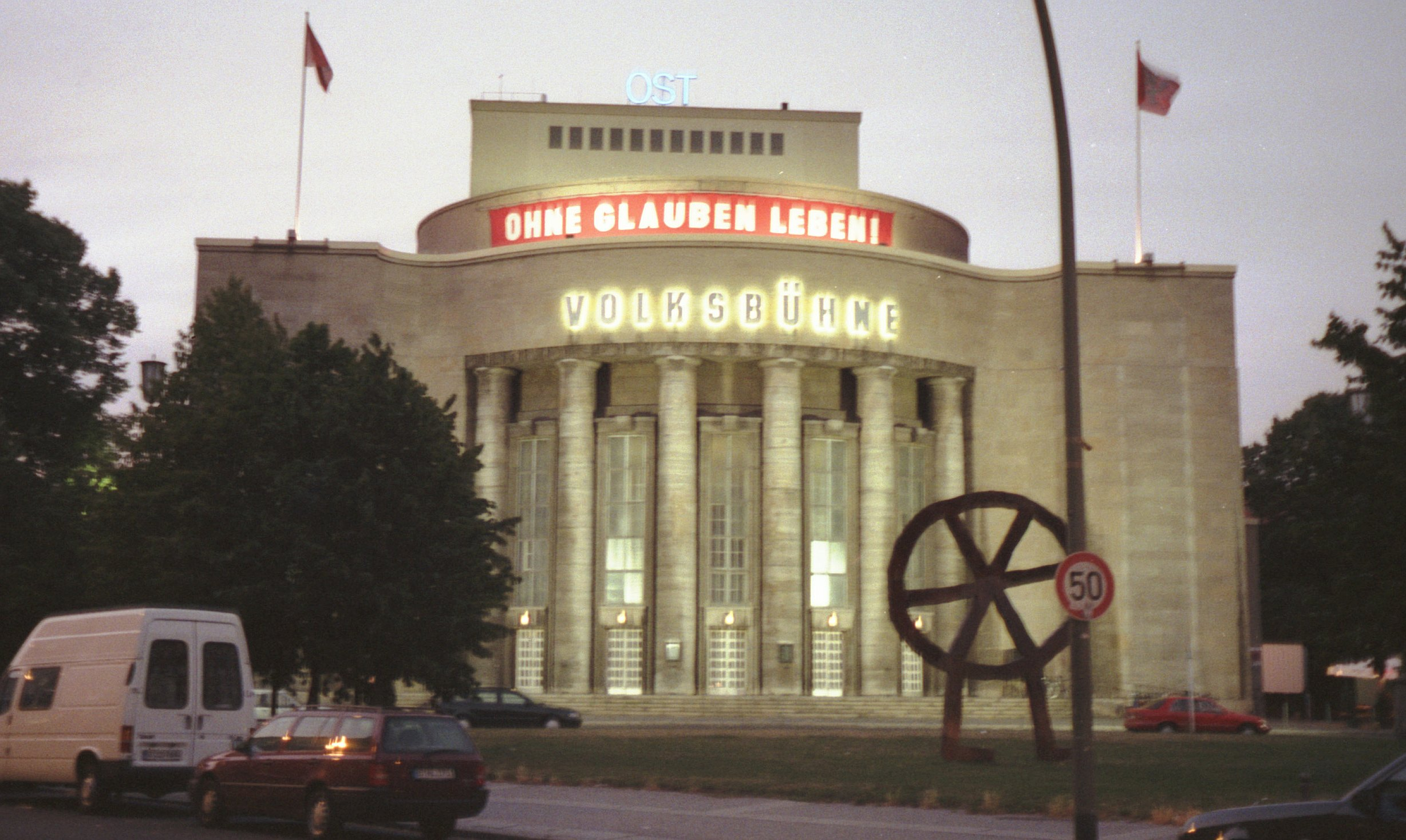
Il Volksbühne in Rosa-Luxemburg-Platz nel quartiere di Mitte, Berlino

Figlio di un pellicciaio, Mühe nacque il 20 giugno 1953 a Grimma, in Sassonia, nella Repubblica Democratica Tedesca. Dopo aver lasciato la scuola, iniziò a lavorare come operaio edile, prima di essere arruolato nel Nationale Volksarmee come guardia di confine al muro di Berlino. Fu rilevato dall'impiego dopo aver contratto un'ulcera; alcuni commentatori hanno osservato che la malattia potesse essere sopravvenuta a causa dello stress, e che presumibilmente questa abbia segnato l'inizio del tumore dello stomaco che lo avrebbe successivamente portato alla morte.
Successivamente, tra il 1975 ed il 1979 studiò recitazione alla Hans Otto Theaterhochschule di Lipsia, e nel 1979 debuttò nel suo primo ruolo da professionista sul palcoscenico nei panni di Lyngstrand nella rappresentazione di Fruen fra havet (La donna del mare) di Henrik Ibsen, allo Städtlisches Theater di Karl-Marx-Stadt (l'attuale Chemnitz). Seguì un'apparizione in una rappresentazione del Macbeth diretta da Heiner Müller alla Volksbühne, a Berlino Est.
Nel 1983, su invito di Müller, si unì all'ensemble del Deutsches Theater di Berlino Est, del quale divenne l'attore di punta grazie alla sua versatilità nel coprire ruoli sia comici sia tragici; comparve in produzioni come l'Egmont di Goethe (1986), il Peer Gynt di Ibsen, e il Nathan il saggio di Lessing(1988). Ebbe il ruolo di Amleto sia nella versione originale shakespeariana che nel dramma postmoderno Die Hamletmaschine di Müller (1989). Successivamente, Mühe dichiarò: "Il teatro era l'unico posto nella Germania Est dove la gente non veniva imbrogliata. Per noi attori era come un'isola. Potevamo osare criticare." Sul grande schermo, recitò insieme alla sua seconda moglie nel film Hälfte des Lebens di Herman Zschoche, del 1984, sulla vita del poeta tedesco Friedrich Hölderlin.
Mühe ebbe un ruolo importante nell'organizzazione delle dimostrazioni che ebbero luogo prima della riunificazione delle Germanie. Interpretò spesso letture pubbliche del saggio di Walter Janka Schwierigkeiten mit der Wahrheit (Difficoltà con la realtà, 1989) prima che ne decadesse il divieto di pubblicazione in Germania Est. Il 4 novembre 1989, poco prima della caduta del muro di Berlino, ad Alexanderplatz, di fronte a mezzo milione di persone, dichiarò non valido il monopolio dei Comunisti sul potere. Nello stesso anno acquisì fama internazionale grazie all'interpretazione nel film Das Spinnennetz (La tela del ragno), di Bernhard Wicki, basato sull'omonimo romanzo dello scrittore austriaco Joseph Roth, in cui impersonava un tenente di destra che, un omicidio dietro l'altro, si fa strada verso il successo professionale agli inizi della Repubblica di Weimar, dopo essere stato gravemente ferito nell'ammutinamento di Wilhelmshaven del 29 ottobre 1918.

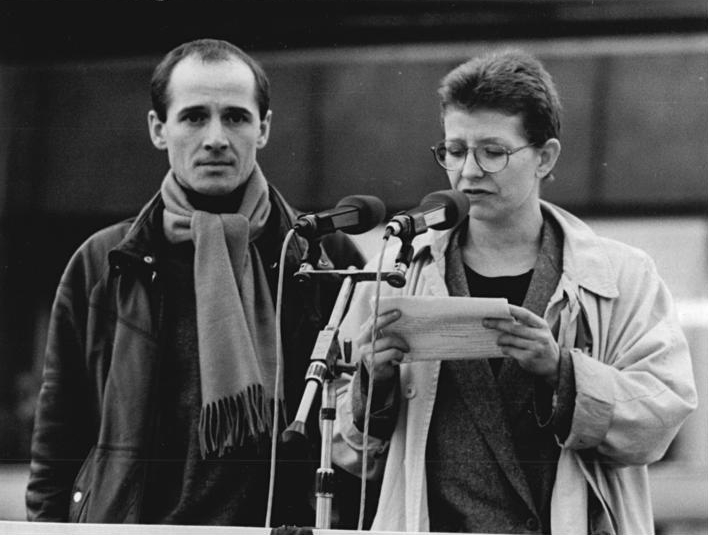
Mühe ad Alexanderplatz, 4 novembre 1989

Mühe apparve in molti altri film, serie televisive e piéce teatrali in Germania e oltre confine. Dimostrò la sua abilità nell'interpretare ruoli comici in Schtonk! (1991), un film satirico candidato all'Oscar, sulla bufala dei Diari di Hitler e mostrò il suo lato più serio in Benny's Video di Michael Haneke (1992), Das Schloß (Il castello, 1996), un adattamento dell'omonimo racconto di Franz Kafka, e Funny Games (1997). In quest'ultimo
film, Mühe e la sua terza moglie Suzanne Lothar interpretavano marito e moglie, tenuti prigionieri nella loro dimora estiva da due ragazzi psicotici che li obbligano a eseguire "giochi" sadici l'uno sull'altra.
In tempi recenti, Mühe ha interpretato diversi nazisti: Joseph Goebbels in Goebbels und Geduldig (Goebbels e paziente, 2001); un sadico medico delle ss in Amen. (2002), un film di Costa-Gavras; e avrebbe dovuto interpretare Klaus Barbie in un film di successiva produzione. Il suo ultimo film fu la commedia Mein Führer - La veramente vera verità su Adolf Hitler (Mein Führer - Die wirklich wahrste Wahrheit über Adolf Hitler, 2007), nel quale interpretò la parte del Professor Adolf Israel Grünbaum, un attore ebreo incaricato di dare lezioni a
Hitler.
Nel 2006 recitò al Barbican Centre a Londra in Zerbombt, l'adattamento di Thomas Ostermeier di Blasted di Sarah Kane, in cui interpretava un giornalista di mezza età il cui incontro con una ragazza produce un disastro in una stanza d'albergo di Leeds. Mühe guadagnò fama in patria anche per l'interpretazione del brillante ma eccentrico patologo Dr. Robert Kolmaar in 73 episodi del serial di criminologia forense Der letzte Zeuge (L'ultimo testimone, dal 1998 al 2007),; per questa interpretazione ricevette il premio per Beste/r Schauspieler/in in einer Serie (Miglior attore o attrice in una serie TV) ai Deutscher Fernsehpreis (Premi della TV tedesca) nel 2005.
Tuttavia, Mühe raggiunse la fama fuori dal suo Paese per l'interpretazione del capitano Gerd Wiesler in Le vite degli altri (Das Leben der Anderen, 2006) di Florian Henckel von Donnersmarck, che vinse il Premio Oscar per il miglior film straniero nel 2007. Ambientato alla metà degli anni ottanta, narra di un capitano della Stasi (Wiesler) incaricato di spiare attraverso delle microspie l'appartemento di un drammaturgo tedesco dell'est, Georg Dreyman (interpretato da Sebastian Koch), e della sua compagna, l'attrice Christa-Maria Sieland
(Martina Gedeck). Tuttavia Wiesler diventa scettico riguardo al suo assegnamento, dopo aver scoperto che la sorveglianza è stata messa in atto più per motivazioni di carattere sessuale che politico. Gradualmente, i suoi sentimenti virano dal disprezzo e dall'invidia verso la compassione. Per questa performance, nel 2006 Mühe ricevette, tra gli altri, la Beste darstellerische Leistung – Männliche Hauptrolle (Premio per miglior interpretazione di un attore protagonista) alla più prestigiosa manifestazione cinematografica tedesca, il Deutscher Filmpreis, e il premio per miglior attore agli European Film Awards.
La Bundesstiftung zur Aufarbeitung der SED-Diktatur, l'organizzazione governativa incaricata di riesaminare la dittatura comunista della Germania Est, disse su di lui in un comunicato: "Attraverso le sue notevoli interpretazioni [...] Ulrich Mühe ha sensibilizzato un'audience di milioni di persone alle macchinazioni della Stasi e alle loro conseguenze". La dichiarazione aggiungeva anche che era stato un attivo partecipatore agli eventi della fondazione. Mühe era già seriamente malato alla cerimonia di premiazione degli Oscar a Los Angeles nell'aprile del 2007, quando Le vite degli altri fu premiato, e tornò in Germania poche ore dopo per un'operazione urgente allo stomaco. In un'intervista sul quotidiano tedesco Die Welt datata 21 luglio 2007, parlò della diagnosi di tumore dello stomaco che aveva interrotto la sua carriera di attore; morì il giorno seguente. Il 25 luglio successivo fu sepolto nel villaggio di Walbeck, nel circondario della Börde, in Sassonia-Anhalt.

## Vita privata
Mühe si sposò tre volte. La prima moglie fu la drammaturga Annegret Hahn, da cui ebbe due figli: Andreas, fotografo stabilitosi a Berlino, e Konrad, pittore.
Mühe si unì poi in seconde nozze all'attrice Jenny Gröllmann, nel 1984, dopo essersi conosciuti ed innamorati sul set del film TV Die Poggenpuhls in quell'anno. Ebbero una figlia, Anna Maria Mühe, anche lei attrice.
Dopo la riunificazione tedesca, Mühe trovò negli archivi della Stasi alcuni documenti che lo riguardavano: erano le prove di essere stato sotto sorveglianza non solo da parte di quattro dei suoi colleghi attori al teatro di Berlino Est, ma anche da sua moglie Jenny. L'archivio conteneva resoconti dettagliati che la moglie (presumibilmente un'Inoffizieller Mitarbeiter, collaboratrice non ufficiale) ebbe con il suo controllore dal 1979 al 1989. Questa vicenda rispecchia la trama del film Le vite degli altri, in cui le pressioni esercitate dalla Stasi sulla compagna del drammaturgo la fanno cedere e confessare che lui fosse in effetti l'autore di un articolo giornalistico scomodo sul tasso di suicidi nella DDR. Mühe e la Gröllmann divorziarono nel 1990.
In un libro uscito in concomitanza con il film, Mühe raccontò la sensazione di tradimento che provò quando seppe del ruolo della sua ex moglie all'interno della Stasi. Tuttavia, il controllore della Gröllmann in seguito dichiarò che aveva raccolto molti dei dettagli del dossier lui stesso, e che l'attrice non era consapevole di parlare con un agente della Stasi. Dopo una battaglia legale aspra e di grande risonanza mediatica, la Gröllmann (che morì nell'agosto del 2006) ottenne un'ingiunzione che proibì la pubblicazione del libro. Quando a Mühe fu chiesto come si fosse preparato per il suo ruolo in Le vite degli altri, la risposta fu: "ho ricordato".
Quando morì Mühe era sposato con la terza moglie, l'attrice teatrale Susanne Lothar, e viveva a Berlino con lei e i loro due figli, Sophie Marie e Jakob.

## Filmografia

### Cinema
- Ol' Henry (1983)
- Hälfte des Lebens, regia di Herrmann Zschoche (1985)
- Sansibar oder der letzte Grund (1987)
- Späte Ankunft (1988)
- Hard Days, Hard Nights (1989)
- La tela del ragno (Das Spinnennetz), regia di Bernhard Wicki (1989)
- Rönnes Reise (1990)
- Schtonk!, regia di Helmut Dietl (1992)
- Benny's Video, regia di Michael Haneke (1992)
- Einfach raus (1992)
- L'ultimo U-Boot (Das letze U-Boot), regia di Frank Beyer (1993)
- Der Blaue (1994)
- Engelchen (1996)
- Peanuts - die Bank zahlt alles (1996)
- Rennschwein Rudi Rüssel (1996)
- Funny Games, regia di Michael Haneke (1997)
- Sterben ist gesünder (1997)
- Feuerreiter (1998)
- Sieben Monde (1998)
- Straight Shooter (1999)
- Goebbels und Geduldig (2001)
- Amen., regia di Costa-Gavras (2002)
- Spy Sorge (2003)
- Schneeland, regia di Hans W. Geissendörfer (2005)
- Le vite degli altri (Das Leben der Anderen), regia di Florian Henckel von Donnersmarck (2006)
- Verwehte (2007)
- Mein Führer - La veramente vera verità su Adolf Hitler (Mein Führer – Die wirklich wahrste Wahrheit über Adolf Hitler), regia di Dani Levy (2007)
- Nemesis (2010)

### Televisione
- Polizeiruf 110 – serie TV, episodio 18x08 (1988)
- Detective Extralarge – serie TV, episodio 2x03 (1993)
- Rosa Roth – serie TV, episodio 1x02 (1995)
- Tatort – serie TV, 2 episodi (1996-1999)
- Das Schloss (Das Schloß), regia di Michael Haneke – film TV (1997)
- Siska – serie TV, episodio 1x03 (1998)
- Der letzte Zeuge – serie TV, 73 episodi (1998-2007)

## Doppiatori italiani
- Antonio Sanna in Funny Games
- Francesco Prando in Amen.
- Angelo Maggi in Le vite degli altri
- Massimo Popolizio in Mein Führer - La veramente vera verità su Adolf Hitler

## Riconoscimenti
- 1990 – La scarpa di Chaplin, il Deutscher Darstellerpreis assegnato dalla Bundesverbandes der Fernseh- und Filmregisseure in Deutschland eV (Associazione federale dei registi televisivi e cinematografici tedeschi)
- 1991 – Il Gertrud-Eysoldt-Ring
- 1992 – Il Bambi
- 1994 – La Kainz-Medaille (Medaglia Kainz)
- 2004 –
- 2006 – Il Bernhard-Wicki-Filmpreis (Premio cinematografico Bernhard Wicki)
- 2006 – Miglior attore protagonista, Deutscher Filmpreis (premi cinematografici tedeschi)
- 2006 – Miglior attore, Bayerischer Filmpreis (Premi cinematografici bavaresi)
- 2006 – Cigno d'oro per il Miglior Attore, Copenaghen International Film Festival
- 2006 – Miglior attore, European Film Awards
- 2006 – Premio Quadriga, insieme a Sebastian Koch e Florian Henckel von Donnersmarck
- 2007 – Miglior attore, Premi dell'associazione dei critici cinematografici tedeschi
- La Helene-Weigel-Medaille (Medaglia Helene Weigel)
- Il premio della critica del Berliner Zeitung